# Disporella alaskensis
Disporella alaskensis är en mossdjursart som beskrevs av Osburn 1953. Disporella alaskensis ingår i släktet Disporella och familjen Lichenoporidae. Inga underarter finns listade i Catalogue of Life.